# Pherotesia parallelaria
Pherotesia parallelaria là một loài bướm đêm trong họ Geometridae.